# Andrei Enescu
Andrei Enescu (n. 12 octombrie 1987, Drobeta-Turnu Severin, Mehedinți, România) este un fotbalist român, care evoluează pe postul de mijlocaș la clubul din , .
Pe 29 martie 2006 a primit Medalia „Meritul Sportiv” clasa a II-a cu o baretă din partea președintelui României de atunci, Traian Băsescu, pentru că a făcut parte din lotul echipei FC Steaua București care obținuse până la acea dată calificarea în sferturile Cupei UEFA 2005-2006.